# Rhodoprasina
Rhodoprasina este un gen de molii din familia Sphingidae.

## Specii
- Rhodoprasina callantha - Jordan 1929
- Rhodoprasina corolla - Cadiou & Kitching 1990
- Rhodoprasina corrigenda - Kitching & Cadiou 1996
- Rhodoprasina floralis - (Butler 1876)
- Rhodoprasina koerferi - Brechlin, 2010
- Rhodoprasina mateji - Brechlin & Melichar, 2006
- Rhodoprasina nanlingensis - Kishida & Wang, 2003
- Rhodoprasina nenulfascia - Zhu & Wang 1997
- Rhodoprasina viksinjaevi - Brechlin, 2004
- Rhodoprasina winbrechlini - Brechlin 1996